# Кононово (Починковский район)
Кононово — деревня в Починковском районе Смоленской области России. Входит в состав Стригинского сельского поселения. Население — 8 жителей (2007 год).
Расположена в центральной части области в 18 км к востоку от Починка, в 8 км южнее автодороги Р96 Новоалександровский (А101) — Спас-Деменск — Ельня — Починок, на берегу реки Кочережка. В 19 км западнее деревни расположена железнодорожная станция Починок на линии Смоленск — Рославль.

## История
В годы Великой Отечественной войны деревня была оккупирована гитлеровскими войсками в июле 1941 года, освобождена в сентябре 1943 года.